# Christopher Moseley
Christopher Moseley (* 1950) ist ein britischer Finnougrist und Übersetzer. Er studierte ostseefinnische Sprachen an der School of Slavonic and East European Studies innerhalb des University College London, wo er den Grad eines Magisters erwarb. Seit 2007 ist er dort als Estnischlehrer tätig.

## Schriften
- Christopher Moseley: Colloquial Estonian. Routledge, 2008, ISBN 0-415-45054-3.
- Christopher Moseley, Dace Prauliņš: Colloquial Latvian: The Complete Course for Beginners (Colloquial Series). Routledge, 2015, ISBN 978-1-317-30618-4.
- Christopher Moseley: Encyclopedia of the World's Endangered Languages. Routledge, 2008, ISBN 1-135-79640-8.
- Christopher Moseley: Mobility and Localisation in Language Learning: A View from Languages of the Wider World. Hrsg.: Jane Fenoulhet (= Intercultural Studies and Foreign Language Learning). Peter Lang Publishing, New York 2011, ISBN 978-3-0343-0150-3, Language learning targeted for social integration : the cases of Estonia and Latvia (englisch, peterlang.com).